# Barguim Golo
Barguim Golo (Barguin N'Golo) ou Beguim Golo (Beguin N'Golo), ou ainda Molo segundo outra tradição, foi um nobre senufô de Nielé, na atual Costa do Marfim, que esteve ativo no final do século XIX.

## Vida
Aparece em algum momento após 1893, quando foi nomeado comandante do partido do falecido Piequé de Nielé. Sob seu comando, seus partidários sitiaram seu rival Uairimé Tiebala em Nielé. O último, vendo-se impotente para subjugar os rebeldes, enviou seu filho a Tiebá para pedir ajuda. Foi Babemba (r. 1893–1898), sucessor de Tiebá, que recebeu o enviado de Uairimé. Uma expedição, sob o comando de Babemba foi a Nielé, mas ao chegar a Lumana, um cavalheiro anunciou que os franceses avançavam na direção de Sicasso (talvez a expedição do capital Morisson de 1897) para falar com ele, e ele voltou. Ele voltou logo depois de tomar uma estrada para Ponidiama (Falona) convidando os guerreiros de Cangura e Lumana a se juntarem a ele na missão de resgate.
Ao chegar, Barguim e seus partidários fugiram para Felquessedugu. Babemba entrou em Nielé, removeu suas reservas de pó e entregou para Uairimé e perseguiu os fugitivos para Felquessedugu, onde aniquilou-os. Barguim, por vingança, chamou Samori Turé (r. 1878–1898) do Império de Uassulu para ajudá-lo, mas Babemba continuou sua expedição. Durante a expedição, Uairimé passou por "Sinaba" (Léraba Ocidental) e fundou a aldeia de Uairimabugu, na atual Burquina Fasso, a 25 quilômetros ao sul de Lumana, o que colocou entre ele e seus Barguim um rio e pântanos intransponíveis durante a maior parte do ano. Quando Babemba passou pela região em direção a Sicasso, Uairimé que temia a vingança de Barguim já que Samori prometeu ajuda, seguiu Babemba com todos os seus apoiantes (entre dezembro de 1897 e janeiro de 1898).